# Rafae
Rafae is een bestuurslaag in het regentschap Belu van de provincie Oost-Nusa Tenggara, Indonesië. Rafae telt 1323 inwoners (volkstelling 2010).